# Листоед зелёный мятный
Листоед зелёный мятный (лат. Chrysolina herbacea) — вид жуков из подсемейства хризомелин (Chrysomelinae) семейства листоедов. Распространён в Южной, Центральной и Восточной Европе, на Кавказе, в Малой Азии, в Иране, Центральной Азии (Туркменистан) и Сибири. Длина тела жуков 8—11 мм.

## Экология
Жуки кормятся листьями мяты, на которой жуки иногда встречаются в огромном количестве. Жуки питаются мятой следующих видов: мята водная, мята полевая и мята длиннолистная. Помимо мяты кормовыми растениями могут служить и другие представители семейства яснотковых: пахучка (душевка полевая и пахучка обыкновенная).
Перепончатокрылые-эндопаразитоиды вида Anaphes chrysomelae (из семейства Mymaridae) откладывают яйца в личинки жуков. Личинки мух-тахин вида Macquartia tenebricosa являются эндопаразитоидами личинок жуков.

## Классификация
Выделяют следующие подвиды:
- Chrysolina herbacea alacris Bechyné, 1950 — Малая Азия
- Chrysolina herbacea caucasica Motschulsky, 1860 — Кавказ
- Chrysolina herbacea herbacea (Duftschmid, 1825) — Европа, Сибирь
- Chrysolina herbacea recticollis Motschulsky, 1860 — Армения, Малая Азия
- Chrysolina herbacea talyshana Bechyné, 1950 — Талыши, Эльбрус

Кроме подвидов, описаны вариететы:
- Chrysolina herbacea var. croatica Weise
- Chrysolina herbacea var. resplendens (Suffrian)
- Chrysolina herbacea var. rugicollis Weidenb.